# 沙門統
沙門統（しゃもんとう）とは、中国において北魏の時代、国家によって設置された、仏教教団を統括する僧官の名称である。

## 沿革
道武帝・明元帝の時代には、道人統という官職名で、国都の平城に置かれ、趙郡の沙門法果が就任した。この道人統・法果の発した言葉として、「太祖（道武帝）は明叡にして道を好み、即ち是れ当今の如来なり。沙門は宜しく応に礼を尽くすべし」という北朝仏教に特徴的な考え方が記されている（『魏書』「釈老志」）。
太武帝による廃仏（三武一宗の廃仏の第1回）の後、次の文成帝によって仏教が復興され、同時に設置された仏教を管轄する監福曹（のちの昭玄曹）の長官が、沙門統である。
初代の沙門統は、西域渡来僧であった師賢である。
そして、2代目の曇曜によって、北魏の仏教は繁栄を極めることになる。曇曜は、文成帝の後、献文帝・孝文帝の治世まで、沙門統の地位にあった。彼は雲崗に、曇曜五窟と呼ばれる5体の大仏を造営した。これらの像は、歴代の北魏の皇帝の姿を模したものだとされており、仏教教団を統括する沙門統という僧官の設置とともに、北朝の国家仏教的色彩を象徴的に表すものとされる。